# Dorothy Wadham
Dorothy Wadham (Edge, 1534/1535 – Edge, 16 maggio 1518) fu una ricca proprietaria terriera inglese e la prima donna non appartenente ai ranghi dell'aristocrazia a fondare un collegio all'Università di Oxford, il Wadham College.

## Biografia
Dorothy Petre nacque ad Edge, nel Devon, tra il 1534 e il 1535, figlia del Segretario di Stato William Petre e della moglie Gertrude Tyrrell. Rimasta orfana di madre a cinque o sei anni, fu istruita sotto la supervisione della matrigna Anne Petre a Ingatestone Hall: ricevette un'istruzione completa e conosceva bene il latino. Il 2 settembre 1555 sposò Nicholas Wadham ad Aldersgate e la coppia si trasferì a Marrifield; non ebbero figli. I due erano probabilmente cattolici ricusanti e tra il 1612 e il 1613 l'arsenale di Dorothy fu confiscato a causa della sua fede; tuttavia ottenne un perdono formale dal Parlamento nel 1615.
Alla sua morte nel 1609, Nicholas Wadham lasciò fondi e istruzioni per la fondazione di un nuovo collegio presso l'Università di Oxford. Dorothy si dedicò interamente al progetto, non solo aggiungendo fondi dal suo patrimonio personale, ma acquistando terreni e ottenendo una patente reale da Giacomo I d'Inghilterra (20 dicembre 1610). Il collegio fu formalmente istituito nell'aprile 1613 e, pur non essendovi mai recata di persona, Dorothy Wadham si occupò personalmente della nomina e assunzione di rettori e accademici.
Morì ad Edge il 16 maggio 1618 e fu sepolta nella cappella di famiglia a Merrifield accanto al marito.